# La adoración de los pastores (La Tour)
La adoración de los pastores es un cuadro del pintor Georges de La Tour, realizado en 1644, que se encuentra en el Museo del Louvre. La Tour la realizó después de una posible visita a Holanda, donde adquirió influjos de pintores locales como Honthorst.

## El tema

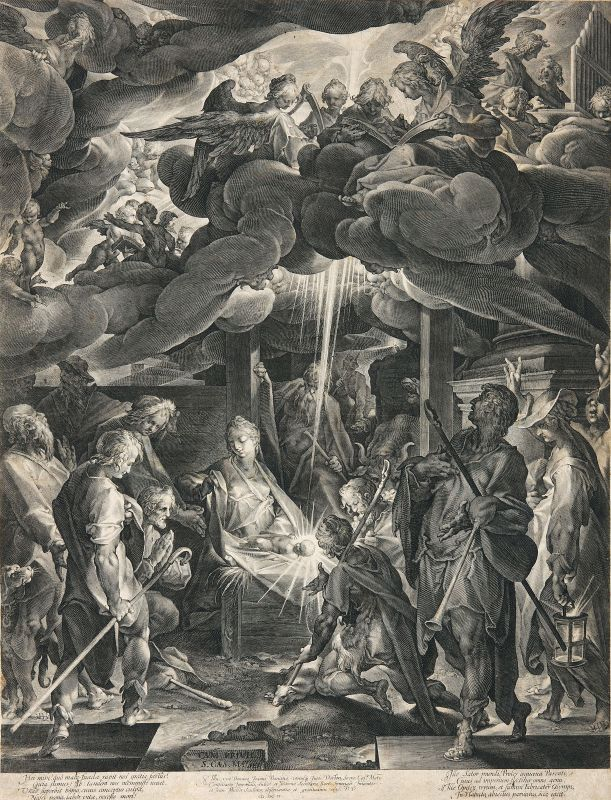
Grabado de Jan Harmensz Muller y Bartholomeus Spranger sobre este tema, 1606.

Este es uno de los temas más representados en la Historia del Arte, no solo por pintores como Caravaggio, El Greco o Giorgione, sino también por escultores como por ejemplo Damián Forment. Está basado en el episodio evangélico narrado en Lucas 2:15-20 en el que, tras recibir el mensaje de los ángeles de que el Mesías ha nacido, los pastores acuden al portal de Belén para confirmar la noticia.

## Descripción de la obra
La escena está en una penumbra muy realista ocasionada por la luz tenue de una vela que sujeta el anciano José. Junto a él rodean al niño los pastores, una mujer y la madre de Jesús, María. Un cordero parece entregar una ramita de hojas a modo de ofrenda al niño.